# Esteban Escudero
Esteban Escudero Torres (Valencia, 4 de febrero de 1946-Valencia, 2 de mayo de 2025) fue un eclesiástico, profesor, filósofo y teólogo católico español. Se desempeñó como  obispo auxiliar de Valencia en dos periodos: de 2000 a 2010 y nuevamente de 2015 a 2021. Entre ambos periodos, fue obispo de Palencia, cargo que ocupó desde 2010 hasta 2015.

## Biografía
Nació el 4 de febrero de 1946, en la ciudad española de Valencia.
Realizó su formación primaria y el bachillerato superior en el Colegio «Santo Tomás de Villanueva», regentado por la Orden de San Agustín, en su ciudad natal.
En 1963, a la edad de 17 años, ingresó al Seminario Metropolitano de Valencia, donde realizó sus estudios eclesiásticos y obtuvo el bachillerato en Teología. Cursó estudios en la Universidad Pontificia de Salamanca, obteniendo la licenciatura en Teología en 1970.
Obtuvo la licenciatura en Filosofía pura en la Universidad de Valencia en 1974 y el doctorado en Filosofía en la Pontificia Universidad Gregoriana en 1986, con la tesis: Pensamiento filosófico de Miguel de Unamuno. Durante su etapa de estudios civiles en Valencia, colaboró activamente con la Comisión Diocesana del Movimiento Junior. En ese contexto, organizó cursillos de formación religiosa y talleres sobre técnicas de tiempo libre dirigidos a los educadores de los distintos centros Juniors de la diócesis.

### Sacerdocio
Fue ordenado diácono, y sirvió en la parroquia de San Martín de Valencia. Su ordenación sacerdotal fue el 12 de enero de 1975; incardinándose en la archidiócesis de Valencia.
Como sacerdote desempeñó los siguientes ministerios:
- Vicario parroquial de la Asunción de Nuestra Señora, profesor en el Instituto de Bachillerato y director espiritual del centro del  Movimiento Junior, en Carlet[3] (1975-1978).
- Profesor de Filosofía en la CEU San Pablo de Moncada.
- Profesor de Filosofía (1982-2000); y de Historia de la Filosofía antigua, Historia de la Filosofía moderna y Filosofía y Fenomenología de la religión (1988-2000) en la Facultad de Teología «San Vicente Ferrer».
- Colaborador en la Delegación Diocesana de Pastoral Juvenil.
- Coordinador de la Enseñanza Religiosa Escolar (1986-1990) y director de la Escuela Diocesana de formación del profesorado de Enseñanza Religiosa Escolar en la Delegación Diocesana de Enseñanza y Educación Religiosa.[3]
- Adscrito a la parroquia Nuestra Señora del Socorro, en Valencia.
- Profesor, jefe de estudios y director de la Escuela Diocesana de Pastoral  (1988-2000).
- Director y profesor de Fe-Cultura y Teología dogmática en el Instituto Diocesano de Ciencias Religiosas (1994-2000).
- Profesor de Antropología filosófica en la Sección de Valencia del Pontificio Instituto Juan Pablo II para Estudios sobre el Matrimonio y la Familia (1996-2000).
- Canónigo-secretario capitular de la Catedral de Valencia (1999-2000).

## Episcopado

### Obispo auxiliar de Valencia
El 17 de noviembre de 2000, el papa Juan Pablo II lo nombró obispo titular de Thala y obispo auxiliar de Valencia. Fue consagrado el 13 de enero de 2001, en la catedral de Valencia, a manos del arzobispo Agustín García-Gasco.
En la Conferencia Episcopal Española (CEE), fue miembro de las Comisiones Episcopales de Seminarios y Universidades (1992-2002; 2008-2011); de Relaciones Interconfesionales (2001-2005); y de Pastoral (2005-2011). Además, fue responsable del Departamento de Pastoral del Sordo (2008-2011).

### Obispo de Palencia

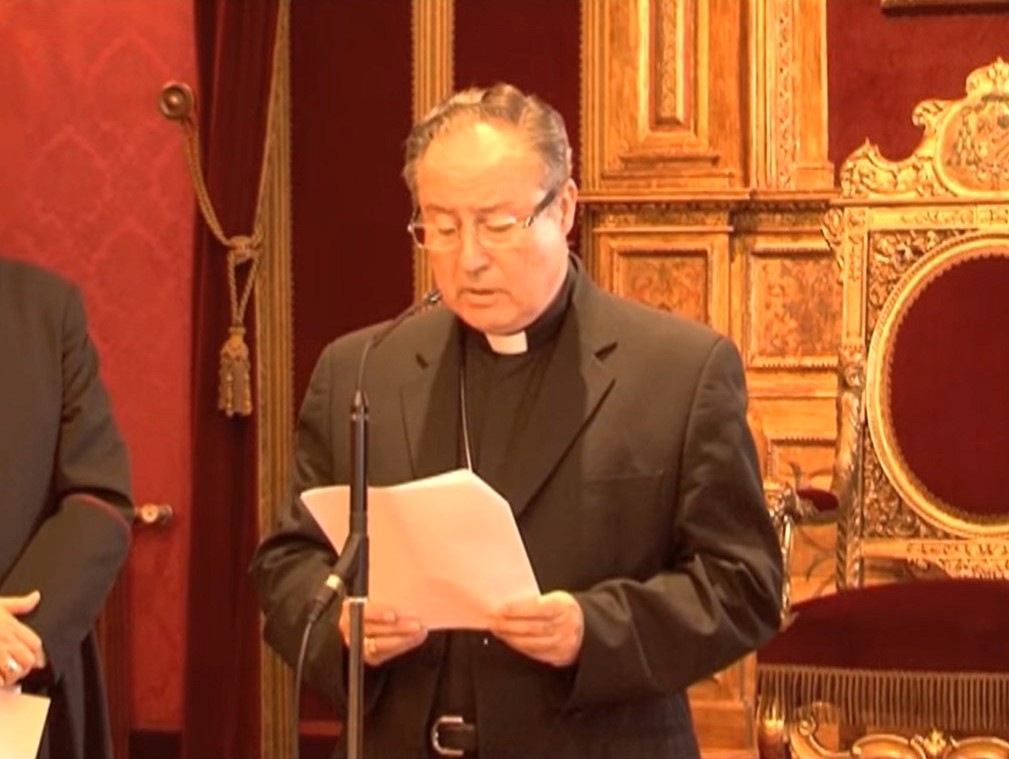
El obispo Escudero en 2010.

El 9 de julio de 2010, el papa Benedicto XVI lo nombró obispo de Palencia. Tomó posesión canónica de la sede el 29 de agosto del mismo año. 
En la CEE, fue miembro de las Comisiones Episcopales de Apostolado Seglar (2011-2014); y Clero (2014-2017).

### Obispo auxiliar de Valencia
El 7 de mayo de 2015, el papa Francisco lo nombró obispo titular de Diano y, por segunda vez, obispo auxiliar de Valencia.
En 2015 fue nombrado vicecanciller de la Universidad Católica de Valencia San Vicente Mártir (UCV), integrándose así como miembro del Patronato de la institución.
En la Conferencia Episcopal Española fue miembro de la Comisión Episcopal de Doctrina de la Fe y de la Subcomisión Episcopal para las Relaciones Interconfesionales y Diálogo Interreligioso (2020-2025). Anteriormente fue miembro de la Comisión Episcopal de Seminarios y Universidades y de la Subcomisión Episcopal de Universidades (2017-2020).

### Renuncia
El 1 de marzo de 2021, el papa Francisco aceptó su renuncia como obispo auxiliar. Durante un acto celebrado en el Palacio Arzobispal de Valencia, expresó su agradecimiento a la diócesis por la "ayuda y comprensión", y aclaró que la renuncia tenía únicamente "efectos jurídicos, porque a efectos personales, seguiré siendo Esteban para todos". Como muestra de reconocimiento, se le obsequió una réplica del Santo Cáliz de la Catedral de Valencia.
Tras su retiro, se dedicó a la formación de agentes de pastoral en el Instituto Diocesano de Ciencias Religiosas y a la dirección de ejercicios espirituales. Desde 1988, fue también miembro de la «Asociación de Viajes a Tierra Santa, con los franciscanos». Además, continuó ejerciendo su ministerio pastoral en la Basílica de la Virgen de los Desamparados.

## Fallecimiento
Falleció el 2 de mayo de 2025, tras una larga enfermedad, a la edad de 79 años.
La capilla ardiente se instaló el 5 de mayo en el Palacio Arzobispal de Valencia, y el funeral tuvo lugar en la Catedral de Valencia. Fue sepultado en la Iglesia parroquial de Nuestra Señora del Socorro de Valencia.

## Publicaciones
Es autor de diversos artículos sobre Filosofía y Teología de las Religiones, publicados en la revista Anales Valentinos en los años 1983, 1989, 1990, 1991 y 1999. Entre sus publicaciones más destacadas se encuentra el audiolibro en seis volúmenes Contenidos básicos de la fe cristiana (Valencia, 1994), así como el libro Creer es razonable. Introducción a la Filosofía y a la Fenomenología de la Religión (Valencia, 1997), y Creación y evolución del universo (2024).